# ابومسا
ابومسا (به لاتین: Abomsa) در اتیوپی است که در منطقه اورومیا واقع شده‌است.

## خصوصیات
ابومسا ۱۹٬۲۰۸ نفر جمعیت دارد و ۱٬۴۳۸ متر بالاتر از سطح دریا واقع شده‌است.